# GOLDEN☆BEST 原田真二 OUR SONG〜彼の歌は君の歌〜
『GOLDEN☆BEST 原田真二 OUR SONG〜彼の歌は君の歌〜』（ゴールデンベスト はらだしんじ アワーソング かれのうたはきみのうた）は、2002年11月20日に発売された原田真二の通算11作目のベスト・アルバム。

## 概要
- 帯コピー：ディス・イズ・ポップ!! 永遠のメロディメーカー原田真二のアーリーデイズ・ベスト! 初CD化曲3曲収録!
- 原田真二のゴールデン☆ベストシリーズ第1弾は、初期フォーライフ・レコード時代（1977年〜1979年）に残した曲の中からセレクトしたアーリーデイズ・ベスト版。
- このゴールデン☆ベストのシリーズは、各レコード会社 各アーティスト合同で行われている復刻CD企画であるが、原田版は継続企画として、時代別に下記4作品が順を追って発売された（NECアベニュー時代の作品 (1988年〜1991年) のみ未発売）。
- 企画・選曲は原田の長年のファンでもあるオリコン・エンタテインメント社の竹部吉晃（4作品すべて）と、スマイルカンパニー社の渡邊文武が担当。
- ブックレットには、この二人による解説書が付いている。
- 企画の竹部によると「原田のアルバムは当時殆ど廃盤となっていたこと。複数のレコード会社に所属していた事もあるが、時代とともに常に音楽的変貌を遂げてきたことで、1枚のベストに収めるのに無理があったこと。原田の残した音楽やその足跡に見合う真っ当な評価がされていない現実等から、ひとりでも多くの人に原田真二の音楽を伝えなければいけないという使命感から、時代ごとのベストを企画した」と記している。
- ジャケットは1枚目のアルバム『Feel Happy』、裏ジャケットはデビュー曲「てぃーんず ぶるーす」それぞれ別テイクの写真が採用された。

## 収録曲
- 全作曲：原田真二
- 特記なし＝作詞・作曲・編曲：原田真二

　　 ★＝初CD化曲
1. OUR SONG
2. タイム・トラベル
  - 作詞：松本隆
3. サゥザンド・ナイツ
  - 作詞：松本隆
4. シャドー・ボクサー
  - 作詞：松本隆／編曲：後藤次利
5. グッド・ラック　
  - 作詞：松本隆
6. キャンディ
  - 作詞：松本隆／編曲：原田真二・阿部雅士
7. A DAY
8. RANDY BROWN
9. スウィート・ベイビー
10. MUSIC BOX
11. 黙示録 （The Revelation）
  - 作詞：松本隆／編曲： 原田真二・瀬尾一三
12. 風をつかまえて　
  - 作詞：松本隆
13. てぃーんず ぶるーす
  - 作詞：松本隆／編曲： 鈴木茂・瀬尾一三
14. ジョイ　★
  - 作詞：松本隆
15. サン・ライズ　★ 
  - 作詞：松本隆／編曲：瀬尾一三（本アルバムのブックレットでは後藤次利編曲となっているが誤記。正しくは瀬尾一三編曲）
16. 恋をブレンドドレッシング　★
17. MARCH
18. NATURAL STREAM

## 関連作品
原田真二ゴールデン☆ベスト シリーズ
- 第1弾 2002年発売 (1977-1979) GOLDEN☆BEST 原田真二 OUR SONG〜彼の歌は君の歌〜
- 第2弾 2003年発売 (1983-1987) GOLDEN☆BEST 原田真二 Legendary Hits 80's
- 第3弾 2005年発売 (1992-1996) GOLDEN☆BEST 原田真二 1992-1996 SHINE THE LIGHT COLLECTION
- 第4弾 2006年発売 (1980-1981) GOLDEN☆BEST 原田真二&クライシス LIFE〜ポリドール・イヤーズ 1980-1981

デビューアルバム復刻
- 2007年発売 (1978) Feel Happy 2007〜Debut 30th Anniversary〜

レーベル別完全盤
- 2007年発売 (1980-1981) 原田真二&クライシス ポリドール・イヤーズ完全盤
- 2012年発売 (1977-1979) (1983-1987) 原田真二 35th Anniversary BOX＜コンプリート FOR LIFE Years＞

ライブビデオ
- 2005年発売　OUR SONG and all of you （ライヴ・アット・武道館）
- 2013年発売　Shinji Harada 35th Anniverary Special Live!! "The Load to the Light 1st Stage Final"